# Проекция на Фишер
Проекцията на Фишер, създадена от Емил Фишер през 1891 г., е двуизмерно представяне на триизмерна органична молекула чрез проекция. Първоначално е предложена за представянето на въглехидрати и е използвана от химиците най-вече в органичната химия и биохимията. Използването на проекция на Фишер за невъглехидрати е нежелателна поради получаването на двусмислени изображения.

## Характеристики
Всички химични връзки се изобразяват като хоризонтални или вертикални линии. Въглеродната верига се представя вертикално, а въглеродните атоми – в центъра на пресичащите се линии. Ориентацията на въглеродната верига е такава, че С1 се намира най-отгоре. Във всички алдози въглеродът от алдехидната група е C1; при кетозите въглеродът от кето-групата е на по-ниска позиция (обикновено C2).
При Фишерова проекция хоризонталните линии представят връзки, близки към наблюдателя, докато тези, които са вертикални са връзки, далечни на наблюдателя. Поради това тази проекция не може да бъде въртяна на 90° или 270° в равнината на страницата или екрана, защото ориентацията на връзките една спрямо друга може се промени, като по този начин ще изобразява не молекулата, а неин енантиомер. Според препоръките на IUPAC всички водородни атоми трябва да се отбелязват.

## Употреба
Фишерова проекция се използва основно в биохимията и органичната химия за представянето на монозахариди, но може да си използва и за аминокиселини или други органични молекули. Тъй като отразява стереометрията (триизмерната структура) на молекулата, проекцията на Фишер е особено полезна при разграничаването на енантиомерите на хиралните молекули.

## Други системи
Хауъртова проекция е подобна система за представяна на цикличната форма на захаридите. Групите от дясната страна при Фишерова проекция са еквивалентни на тези под равнината на пръстена при Хауъртова проекция. Фишеровата проекция не бива да се бърка с Люисовите символи, които не дават никаква представа за триизмерната молекулна геометрия и структура.